# Basílica de Vézelay
La Abadía de Vézelay, actualmente conocida como Basílica de Santa María Magdalena de Vézelay (del francés: Basilique Sainte-Marie-Madeleine), es un monasterio benedictino y cluniacense en Vézelay en el departamento francés de Yonne (Borgoña, Francia). La iglesia abacial de Santa María Magdalena tiene un programa iconográfico esculpido en capiteles y pórticos y es una de las destacadas obras maestras de la escultura y arquitectura románica borgoñonas, aunque buena parte de su decoración exterior fue dañada durante la Revolución francesa. La iglesia y la colina de Vézelay fueron añadidos a la lista de Lugares Patrimonio de la Humanidad de la Unesco en el año 1979. 
En el camino que conduce a Vézelay, la Cruz Montjoie simboliza la alegría del peregrino que ve, por primera vez, la basílica de Santa María Magdalena, siendo el punto desde el que por vez primera se divisa Santa Magdalena de Vézelay.

## Historia

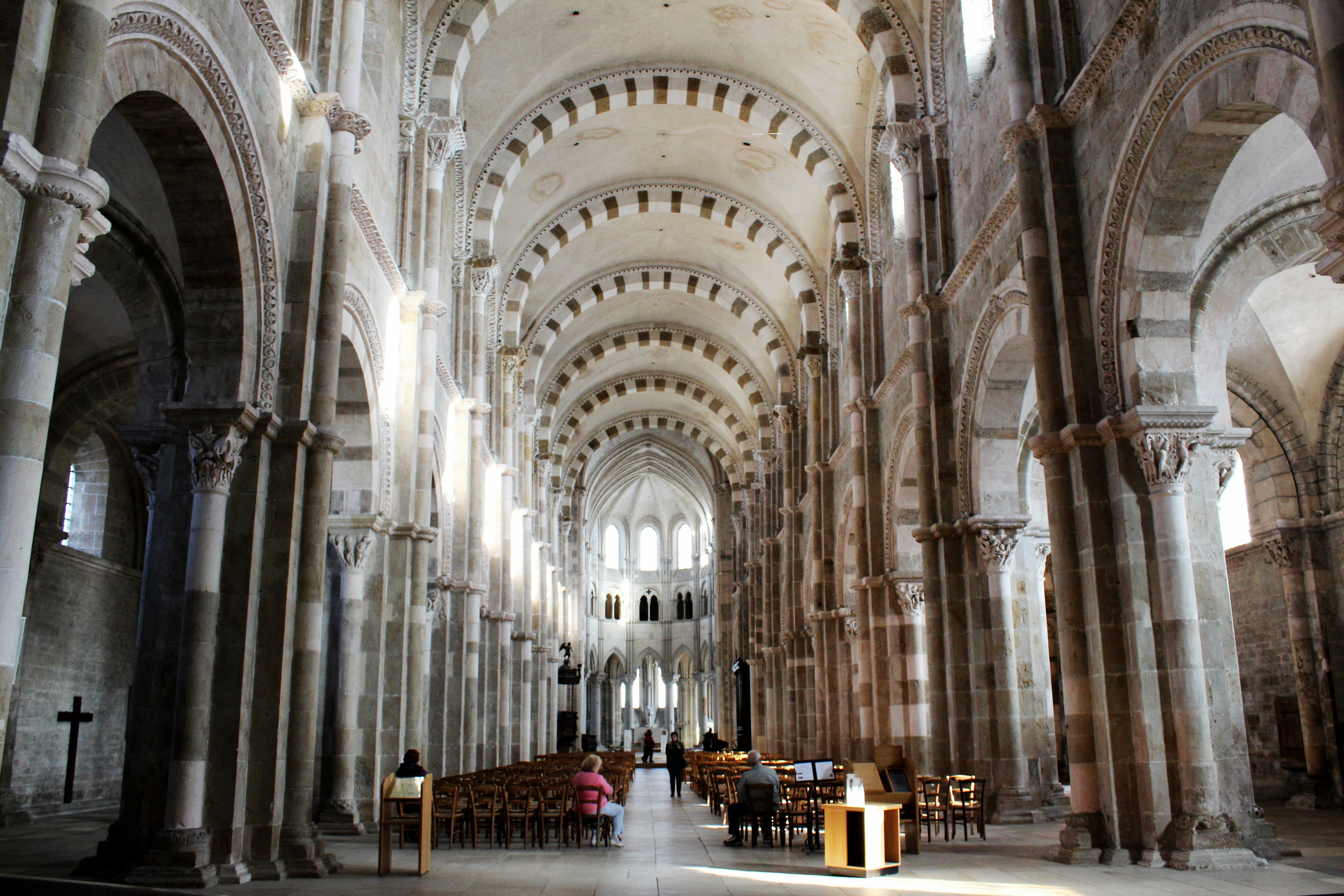
Nave central.

Construida en 1037 por Geoffroy, abad de Vézelay, que la dedicó al culto de María Magdalena, la villa se convirtió, rápidamente, en un lugar de peregrinación. La reputación de la abadía da paso a la prosperidad del pueblo contribuyendo a su desarrollo. Peregrinos como el duque de Borgoña, Hugo II y su corte, en 1084; o Bernardo de Claraval (San Bernardo) que acudió, en 1146, a predicar la segunda cruzada; también Felipe Augusto y Ricardo Corazón de León visitaron la abadía en 1191 antes de partir para la tercera cruzada; o Luis IX de Francia, en 1248, convirtieron a Vézelay en una villa que atrajo a innumerables peregrinos. En el año 1096, el abad Artaud dio comienzo a una ampliación de la abadía. Se construyeron un crucero y un coro. Las obras duraron hasta el año 1104 y sólo se conserva la nave.
En julio de 1120, la víspera de santa la estructura de la abadía se incendió y se derrumbó (causando la muerte de 1127 personas). Se construyó una nueva nave, la obra se acabó en 1138. En 1185 se empezó la construcción de un nuevo coro y un crucero de  estilo gótico. En 1217 se instalaron en la abadía los franciscanos. Empezó el declive de la misma al encontrarse en Saint-Maximin-la-Sainte-Baume nuevas reliquias de santa María Magdalena. En el año 1537 la abadía se secularizó y los monjes fueron sustituidos por canónigos. En el año 1790 la abadía de María Magdalena pasó a ser una simple iglesia parroquial y, posteriormente (1796), se vendió como un bien nacional.
En 1840 se encargó la restauración del edificio original, a fin de salvarlo de la ruina, a Eugène Viollet-le-Duc, tras la inspección llevada a cabo por Prosper Mérimée. La abadía había sufrido graves daños durante las actividades de saqueo llevado a cabo por los hugonotes en 1569; las esculturas del tímpano habían sido golpeadas (1793) y, en 1819, un rayo había caído sobre la torre de San Miguel destruyéndola. La restauración concluyó en 1876, se reintegraron las reliquias de Santa María Magdalena y se restableció la peregrinación que sería paralizada, nuevamente, en 1919.
En 1920 se le otorgó, a la abadía, el rango de basílica y el peregrinaje volvió a recomenzar. Finalmente, en 1979, la basílica y la colina de Vézelay fueron declaradas Patrimonio de la Humanidad por la Unesco. Fue elegida por el chelista Mstislav Rostropóvich para la grabación en video de su interpretación de las seis suites de Johann Sebastian Bach para violonchelo solo en 1991.